# Veldin Karić
Veldin Karić (Slavonski Brod, 16. studenoga 1974.), umirovljeni je hrvatski nogometaš. 

## Igračka karijera

### Klupska karijera
Profesionalnu karijeru je započeo u sarajevskom Željezničaru, potom nastavio je igrati u novosadskoj Vojvodini. U Hrvatskoj je igrao za Marsoniju, Varteks, Dinamo, Interu Zaprešić, Orioliku, Novalji i Samoboru. U 1. HNL postigao je 75 pogodaka te je na jedanaestom mjestu liste najboljih strijelaca u povijesti 1. HNL.
U inozemstvu igrao je za talijanski Torino i švicarski Lugano.
Reaktivirao se kao igrač pa je igrao za slovenski NK Ljutomer, a 19. kolovoza 2013. godine na sjednici NS Ludbrega registriran je njegov transfer u Dinamo iz Apatije. Poslije je još igrao za NK Varteks i NK Dravu Kuršanec.

### Reprezentativna karijera
Za hrvatsku nogometnu reprezentaciju odigrao je tri utakmice.

## Trenerska karijera
Potkraj rujna 2011. godine postao je trener međimurskog županijskog drugoligaša iz zapadne lige Drave iz Kuršanca.

## Osobni život
Bratić Veldina Karića je Edin Mujčin, bivši bosanskohercegovački nogometaš.